# 五馬村
五馬村（いつまむら）は、大分県日田郡にあった村。現在の日田市の一部にあたる。

## 地理
筑後川（大山川）の右岸、同支流・杖立川右岸の山間部に位置していた。

## 歴史
- 1889年（明治22年）4月1日、町村制の施行により、日田郡五馬市村、塚田村、出口村、本城村が合併して村制施行し、五馬村が発足[1][2]。旧村名を継承した五馬市、塚田、出口、本城の4大字を編成[2]。
- 1955年（昭和30年）3月31日、日田郡中川村、馬原村と合併し、栄村を新設して廃止された[1][2]。

## 産業
- 農業[2]

## 交通

### 県道
- 1926年（大正15年）五馬道路開通（現大分県道674号岩戸五馬日田線）

## 教育
- 五馬市小学校（大字五馬市）[2]
- 出口小学校（大字出口）[2]
- 塚田小学校（大字塚田）[2]